# Зулцфелд (им Грабфелд)
Зулцфелд (њем. Sulzfeld) општина је у њемачкој савезној држави Баварска. Једно је од 37 општинских средишта округа Рен-Грабфелд. Према процјени из 2010. у општини је живјело 1.744 становника. Посједује регионалну шифру (AGS) 9673173.

## Географски и демографски подаци
Зулцфелд се налази у савезној држави Баварска у округу Рен-Грабфелд. Општина се налази на надморској висини од 302 метра. Површина општине износи 22,5 km². У самом мјесту је, према процјени из 2010. године, живјело 1.744 становника. Просјечна густина становништва износи 77 становника/km².